# Percy (Illinois)
Percy es una villa ubicada en el condado de Randolph en el estado estadounidense de Illinois. En el Censo de 2010 tenía una población de 970 habitantes y una densidad poblacional de 402,71 personas por km².

## Geografía
Percy se encuentra ubicada en las coordenadas 38°0′55″N 89°37′6″O / 38.01528, -89.61833. Según la Oficina del Censo de los Estados Unidos, Percy tiene una superficie total de 2.41 km², de la cual 2.4 km² corresponden a tierra firme y (0.32%) 0.01 km² es agua.

## Demografía
Según el censo de 2010, había 970 personas residiendo en Percy. La densidad de población era de 402,71 hab./km². De los 970 habitantes, Percy estaba compuesto por el 90.52% blancos, el 0.72% eran afroamericanos, el 0.52% eran amerindios, el 0.21% eran asiáticos, el 0.21% eran isleños del Pacífico, el 6.7% eran de otras razas y el 1.13% pertenecían a dos o más razas. Del total de la población el 9.69% eran hispanos o latinos de cualquier raza.